# Medaliści akademickich mistrzostw Europy we wspinaczce sportowej
Medaliści akademickich mistrzostw Europy we wspinaczce sportowej – zestawienie zawodników i zawodniczek, którzy przynajmniej raz podczas zawodów wspinaczkowych stanęli na podium akademickich mistrzostw Europy we wspinaczce sportowej. 1. edycja mistrzostw Europy zorganizowana przez European University Sports Association (EUSA) przy współpracy z Międzynarodową Federację Wspinaczki Sportowej (IFCS) odbyła się w Polsce w Katowicach w roku 2015.

## Konkurencje
Mężczyźni i kobiety
- B – bouldering, P – prowadzenie, S – na szybkość, Ł – wspinaczka łączna

## Medaliści mistrzostw świata

### Bouldering
| PłećEdycja    | Kobiety       | Kobiety        | Kobiety         | Mężczyźni          | Mężczyźni        | Mężczyźni          |
| PłećEdycja    | Złoto         | Srebro         | Brąz            | Złoto              | Srebro           | Brąz               |
| ------------- | ------------- | -------------- | --------------- | ------------------ | ---------------- | ------------------ |
| 2015 Katowice | Fanny Gibert  | Anna Margolina | Nolwen Berthier | Dmitrij Fakirjanow | Georgy Derkaczew | Valentin Konowałow |
| 2017 Split    | Ajda Remškarh | Jennifer Wood  | Daria Kan       | Alexandr Szikov    | Simon Lorenzi    | Sébastien Berthe   |

### Prowadzenie
| PłećEdycja    | Kobiety       | Kobiety         | Kobiety         | Mężczyźni      | Mężczyźni          | Mężczyźni          |
| PłećEdycja    | Złoto         | Srebro          | Brąz            | Złoto          | Srebro             | Brąz               |
| ------------- | ------------- | --------------- | --------------- | -------------- | ------------------ | ------------------ |
| 2015 Katowice | Fanny Gibert  | Nolwen Berthier | Marine Girardet | Thomas Joannes | Dmitrij Fakirjanow | Antoine Kauffmanne |
| 2017 Split    | Jennifer Wood | Aniek Lith      | Ajda Remškarh   | Simon Lorenzi  | Sébastien Berthe   | Igor Fójcik        |

### Wspinaczka na szybkość
| PłećEdycja    | Kobiety        | Kobiety        | Kobiety       | Mężczyźni       | Mężczyźni       | Mężczyźni         |
| PłećEdycja    | Złoto          | Srebro         | Brąz          | Złoto           | Srebro          | Brąz              |
| ------------- | -------------- | -------------- | ------------- | --------------- | --------------- | ----------------- |
| 2015 Katowice | Julija Kaplina | Klaudia Buczek | Anna Cyganowa | Marcin Dzieński | Anton Poliakow  | Stanisław Kokorin |
| 2017 Split    | Julija Kaplina | Anna Cyganowa  | Daria Kan     | Alexandr Szikov | Artem Sawieliew | Semen Czesnokow   |